# Dryopteris guangxiensis
Dryopteris guangxiensis är en träjonväxtart som beskrevs av S. G. Lu. Dryopteris guangxiensis ingår i släktet Dryopteris och familjen Dryopteridaceae. Inga underarter finns listade.